# Grup de la bjarebyita
El grup de la bjarebyita és un grup de minerals de la classe dels fosfats que cristal·litzen en el sistema monoclínic. El grup està format per vuit espècies minerals: bjarebyita, johntomaïta, kulanita, nigelcookita, penikisita, perloffita, plumbojohntomaïta i plumboperloffita.
| Espècie           | Fórmula                                |
| ----------------- | -------------------------------------- |
| Bjarebyita        | (Ba,Sr)(Mn2+,Fe2+,Mg)₂Al₂(PO₄)₃(OH)₃   |
| Johntomaïta       | BaFe₂2+Fe₂3+(PO₄)₃(OH)₃                |
| Kulanita          | Ba(Fe2+,Mn2+,Mg)₂(Al,Fe3+)₂(PO₄)₃(OH)₃ |
| Nigelcookita      | PbFe²⁺₂V³⁺₂(PO₄)₃(OH)₃                 |
| Penikisita        | Ba(Mg,Fe2+,Ca)₂Al₂(PO₄)₃(OH)₃          |
| Perloffita        | Ba(Mn2+,Fe2+)₂Fe₂3+(PO₄)₃(OH)₃         |
| Plumbojohntomaïta | PbFe2+₂Fe3+₂(PO₄)₃(OH)₃                |
| Plumboperloffita  | PbMn2+ 2Fe3+ 2(PO₄)₃(OH)₃              |

Segons la classificació de Nickel-Strunz els minerals que integren aquest grup pertanyen a "08.BH: Fosfats, etc. amb anions addicionals, sense H₂O, amb cations de mida mitjana i gran, (OH, etc.):RO₄ = 1:1» juntament amb els següents minerals: thadeuïta, durangita, isokita, lacroixita, maxwellita, panasqueiraïta, tilasita, drugmanita, cirrolita, bertossaïta, palermoïta, carminita, sewardita, adelita, arsendescloizita, austinita, cobaltaustinita, conicalcita, duftita, gabrielsonita, nickelaustinita, tangeïta, gottlobita, hermannroseïta, čechita, descloizita, mottramita, pirobelonita, bayldonita, vesignieïta, paganoïta, jagowerita, carlgieseckeïta-(Nd), attakolita i leningradita.